# Lúmina (álbum)
Lúmina es el quinto álbum de estudio de la banda chilena de rock Lucybell, publicado el 15 de marzo de 2004. Fue producido por Adam Moseley y la propia banda en los estudios The Boat, en Los Ángeles. Una edición especial, Lúmina 2.0, incluye un DVD promocional con los vídeos desprendidos del álbum.
En este disco, el baterista Francisco González debuta como voz principal, interpretando tres temas compuestos por él, mientras las canciones eran más directas y menos abundantes de secuencias electrónicas. De hecho, Lúmina sería el último álbum de estudio en contar con la participación de González, quién dejaría la banda al año siguiente.

## Concepto
El proceso de armar canciones fue descrito por González como «intenso», notando haber estado tres meses en salas de ensayo formando ideas, hasta que optaron por grabar distintas tomas en directo como una forma de «capturar la emoción». Sobre el nombre del álbum, surge como un juego de palabras entre “Luminata” e “Ilumina”, mientras Valenzuela lo describe como un disco más maduro, un reflejo de sus experiencias como power trio en el álbum Sesión futura.

## Promoción
Una vez publicado el álbum, se embarcaron en una gira promocional por Estados Unidos y México. Realizaron una extensión en este último país a comienzos de 2005, luego de su tercera participación en el Festival de Viña del Mar.

## Lista de canciones
Todas las letras escritas por Claudio Valenzuela, toda la música compuesta por Lucybell. 
| N.º   | Título              | Duración |  |
| 1.    | «Sálvame la vida»   | 3:27     |  |
| 2.    | «Hoy soñé»          | 2:58     |  |
| 3.    | «Piedad»            | 3:50     |  |
| 4.    | «Besaré tu piel»    | 3:37     |  |
| 5.    | «Mi propia cruz»    | 2:57     |  |
| 6.    | «Ángel»             | 4:22     |  |
| 7.    | «Ojos del silencio» | 4:59     |  |
| 8.    | «Esperanza»         | 4:45     |  |
| 9.    | «Golpes»            | 3:18     |  |
| 10.   | «No mientas más»    | 3:33     |  |
| 11.   | «Planta sol»        | 4:01     |  |
| 12.   | «La distancia»      | 4:28     |  |
| 13.   | «Verde invierno»    | 2:41     |  |
| 48:56 |                     |          |  |

| Bonus 2.0 |                              |          |  |
| N.º       | Título                       | Duración |  |
| 14.       | «Solo crees por primera vez» | 2:44     |  |
| 51:42     |                              |          |  |

Videos
1. Hoy soñé
2. Sálvame la vida
3. Esperanza

Especiales
1. EPK Solo crees por primera vez
2. Galería de fotos

## Personal
- Claudio Valenzuela - Voz, guitarra, teclados.
- Eduardo Caces - Bajo y teclados.
- Francisco González - Batería, Guitarra, Teclados, voz principal en «Besaré tu piel», «Ojos del silencio» y «Planta sol».

## Sencillos
- Sálvame la vida, 2003.
- Hoy soñé, 2004.
- Solo crees por primera vez, 2004.
- Esperanza, 2004.
- Ángel, 2005